# Banda d'inestabilitat

La banda d'inestabilitat

La banda d'inestabilitat és una regió en diagonal en el diagrama HR que està ocupat per estrelles variables polsants (incloent variables RR Lyrae, variables Cepheides, variables W Virginis, variables ZZ Ceti, variables RV Tauri, variables Delta Scuti, variables SX Phoenicis i estrelles oscil·lants ràpides Ap).
La banda d'inestabilitat fa contacte amb la seqüència principal a la regió de les estrelles A i F (1-2 masses solars i s'estén ca amunt gairebé verticalment (lleugerament inclinada a la dreta) fins a la zona de major lluminositat. La part inferior de la banda d'inestabilitat apareix com la Llacuna d'Hertzsprung sobre el diagrama de Hertzsprung-Russell.

## Estrelles polsants
Les estrelles de la banda d'inestabilitat polsen a causa de l'He III (heli doblement ionitzat). A les estrelles normals A-F-G l'He és neutral en la fotosfera estel·lar. Per sota de la fotosfera, a uns 25.000-30.000 K, comença la capa d'He II (la primera de ionització de l'He). La segona ionització de l'He (He III) s'inicia al voltant de 35.000-50.000 K.
Quan l'estrella es contreu, la densitat i la temperatura de la capa d'He II augmenten. L'He II comença a transformar-se en He III (segona ionització). Augmenta l'opacitat i el flux d'energia des de l'interior de l'estrella és efectivament absorbit. La temperatura de la capa i comença a expandir-se. Després de l'expansió, la densitat i la temperatura disminueixen i l'He III comença a recombinar a He II. La contracció de les capes externes i el cicle comença des del principi.
El desplaçament de fase entre les pulsacions de la velocitat radial i la variabilitat de la brillantor depèn de la distància de la zona d'He II de la superfície estel·lar a l'atmosfera estel·lar.